# George Condo
George Condo, né le 10 décembre 1957 à Concord (New Hampshire), est un peintre américain des États-Unis.
George Condo vit et travaille à New York. Son œuvre est principalement constitué de portraits, dans lesquels il explore et interprète les innombrables modèles et références de ce genre traditionnel de l'histoire de l'art.

## Œuvres
- 1994 : Interconnection[1]
- 2001 : Terrorism on Sept. 11, 2001, à la Kunsthalle de Bielefeld
- 2004 : The Orgy
- 2005 : 
  - Maja Desnuda
  - Jean Louis' Mind
- 2006 : 
  - Portrait of a Queen, à la Tate Modern, à Londres
  - Dreams and Nightmares of the Queen
- 2007 : 
  - God
  - Jesus
- 2008 : 
  - Woman and Man
  - The Bird Brain of Alcatraz
  - The Optimist[1]
  - The Quiet Thinker[1]
  - The Scoundrel[1]
  - The Lunatic[1]
  - The Dreamer[1]
  - The Prisoner[1]
  - The Fresh Prince of Bel Air[1]
  - Middle Aged Vampire[1]
  - Abstract Portrait Composition[1]
  - The Renegade[1]
  - Rusty Skupper[1]
  - The Trashman[1]
  - The Psychotic Midwife[1]
  - Today I Feel like a Philip Guston Painting[1]
  - The Estranged Couple, sculpture[1]
- 2008-2009 :
  - Blue Rodrigo[1]
  - Linear Composition[1]
  - The Knight of Day[1]
  - The Aristocrat[1]
  - Portrait of an English Lady[1]
- 2009 :
  - Smiling Woman[1]
  - The Farmgirl[1]
- 2010 : pochettes de l'album My Beautiful Dark Twisted Fantasy de Kanye West

## Expositions

### Expositions personnelles
- 2010 : « Cartoon abstractions », galerie Jérôme de Noirmont (Paris)[2]
- 2011 : « Mental states », Hayward Gallery (Londres)[3]

### Expositions collectives
- 2010 : « Au-delà du réel », galerie Jérôme de Noirmont (Paris)[4]
- 2013 : Art Fair Paris (stand Galerie Catherine Houard, avec Keith Haring et Bernard Quentin)
- 2015 : 
  - Biennale d'art contemporain de Lyon
  - « The Unknown » à l'Eden Rock, St-Barth
- 2019 : Biennale d'art contemporain de Venise, Arsenale[5]

### Filmographie
- Condo Painting, 2000 de John McNaughton, George Condo ayant participé au script.